# Genova Nervi
Genova Nervi (wł: Stazione di Genova Nervi) – stacja kolejowa w Genui, w regionie Liguria, we Włoszech. Znajdują się tu 2 perony. Według klasyfikacji RFI posiada kategorię srebrną.